# Macklemore
Macklemore (precedentemente noto come Professor Macklemore), pseudonimo di Benjamin Hammond Haggerty (Seattle, 19 agosto 1983), è un rapper e cantautore statunitense.
Raggiunge il successo internazionale come membro del duo formato con Ryan Lewis, grazie alla pubblicazione di due album e numerosi singoli di successo, inclusi Thrift Shop, Downtown, Can't Hold Us e Same Love. Assieme a Lewis viene insignito di quattro Grammy Award, tre MTV VMAs, due MTV EMAs e due American Music Award.
Dopo la pausa del duo nel 2017, Macklemore pubblica l'album solista Gemini, esordendo alla seconda posizione della classifica statunitense e prima canadese, sostenuto dai singoli Glorious e Good Old Days, in collaborazione con Kesha.
Nel corso della carriera ha inoltre collaborato nella hit numero uno nella classifica britannica These Days, assieme a Rudimental e Jess Glynne, alla collaborazione con Martin Garrix, Summer Days, oltre che con Why Don't We, Ray Dalton, Mary Lambert, Ed Sheeran, Chance the Rapper e Queen Latifah.

## Biografia
Ben Haggerty è nato e cresciuto a Seattle, Washington; ha frequentato la Garfield High School, periodo durante il quale i genitori si sono separati. Successivamente ha frequentato la Natan Hale High School, andando poi a conseguire il diploma di Laurea in Arti Liberali al Evergreen State College di Olympia. Interessato a raggiungere la generazione più giovane con la sua musica, prese parte a un programma incentrato sull'educazione e l'identità culturale, chiamato "Gateways for Incarcerated Youth", che gli facilitò i suoi lavori musicali.
Anche se non è nato in una famiglia di musicisti, entrambi i suoi genitori erano favorevoli alla sua carriera musicale. Haggerty aveva sei anni quando fece hip hop per la prima volta nella sua vita con il titolo di Digital Underground. Con il passare degli anni, lui ed i suoi amici trascorrevano le giornate estive in tende da campeggio, ascoltando la radio e facendo dub e mixtape di canzoni. In questo periodo si faceva chiamare dai suoi amici Möcklimore.

### The Language of My World(2000-2008)
Nel 2000 Macklemore incide un EP intitolato Open Your Eyes sotto il nome di Professor Macklemore, che lui stesso ha distribuito. L'origine del nome "Macklemore" risale ai tempi del liceo, quando Benjamin ha dovuto inventare un supereroe per un progetto artistico; in seguito perde l'appellativo "Professor" dal suo nome e pubblica il suo primo album completo, The Language of My World, nel gennaio 2005. Macklemore incontra per la prima volta Ryan Lewis nel 2006: Lewis ha incominciato in un primo momento a collaborare con Macklemore come fotografo per promuovere la sua immagine, e col passare del tempo i due diventano buoni amici, tanto da formare un duo in cui anche Lewis fosse stato accreditato.
Dal 2005 al 2008 non svolge alcuna attività di produzione musicale per motivi di salute dovuti all'abuso di sostanze stupefacenti. Celebra i due anni di disintossicazione all'inizio dell'agosto del 2010, durante la sua performance al Capitol Hill Block Party 2010. Nell'ottobre 2008, conclusa la disintossicazione, riprende la sua attività musicale e torna a collaborare con il produttore Ryan Lewis. Dal 2008 al 2011 invece partecipa al Bumbershoot, un festival artistico e musicale tenutisi nella sua città natale, Seattle.
Nel 2009 pubblica The Unplanned Mixtape, che raggiunge la 7ª posizione della Hot R&B/Hip Hop su iTunes: il mixtape viene trainato dal singolo di debutto del rapper, The Town.

### The Heist, la collaborazione con Ryan Lewis e il successo (2010-2012)

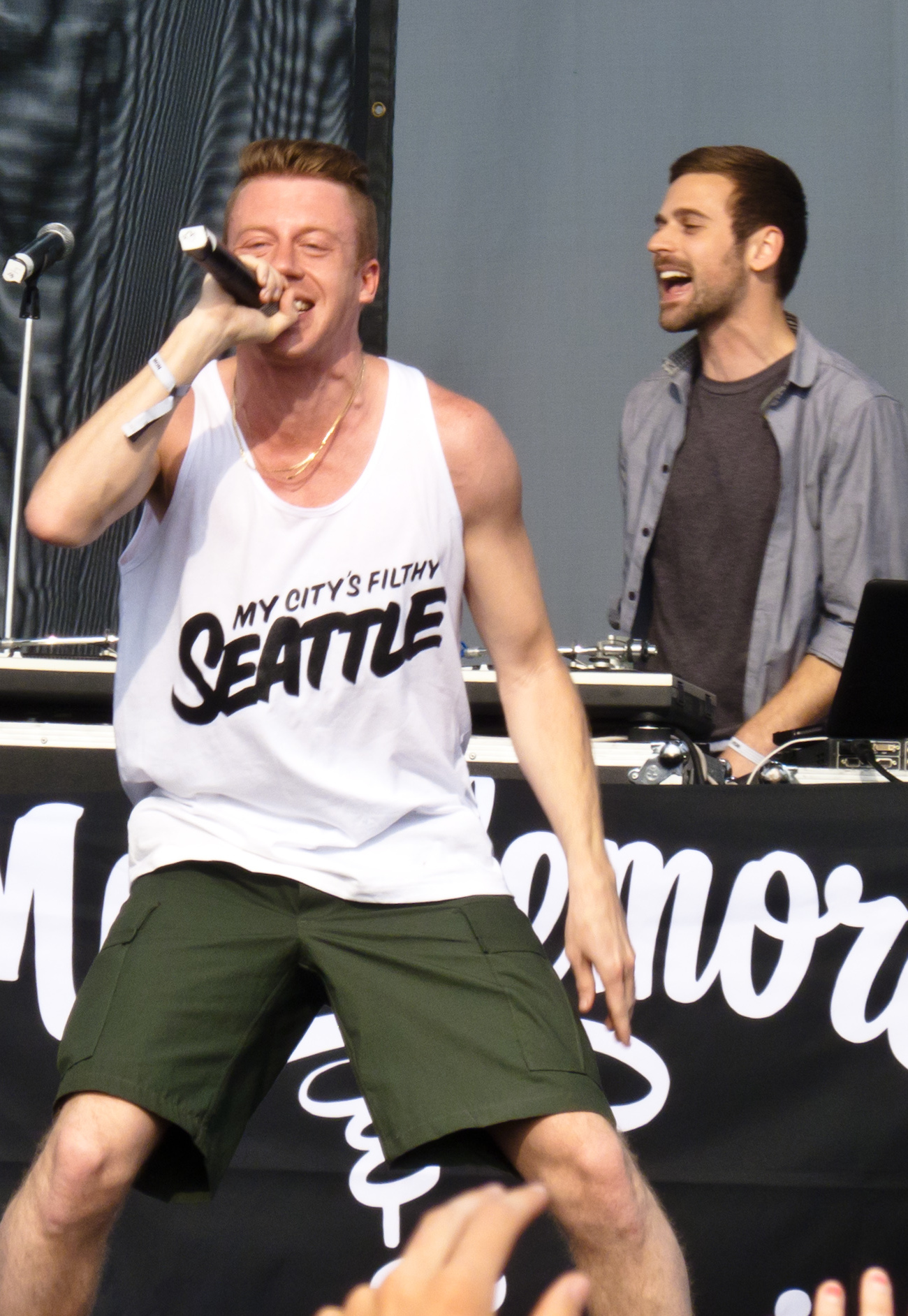
Macklemore e Ryan Lewis al Sasquatch! Music Festival nel 2012.

Nel 2009 Macklemore e Lewis hanno formato ufficialmente il duo musicale Macklemore & Ryan Lewis.
Alla fine di aprile 2010 si esibisce in un set improvvisato a una festa del Colorado College col suo brano And We Danced, che esegue due volte consecutive di fronte a oltre duecento fan. Nel dicembre 2010 pubblica una canzone tributo intitolata My Oh My per la scomparsa, il mese precedente, di Dave Niehaus (un famoso commentatore sportivo dei Seattle Mariners), che gli consente una più ampia visibilità al pubblico. Il legame con la squadra di baseball rimane forte, tanto che l'8 aprile 2011 Macklemore & Ryan Lewis si esibiscono con una loro canzone per l'open day dei Seattle Mariners di fronte a 48.000 partecipanti.
Nel mese di luglio 2012 Haggerty e Lewis annunciano l'uscita del loro primo album completo, The Heist, pubblicato il 9 ottobre 2012 e seguito da un tour mondiale per promuoverne l'uscita. The Heist raggiunge la posizione numero uno nelle vendite di iTunes negli Stati Uniti entro poche ore dalla pubblicazione. Nel 2012 l'album riscuote un grande successo in tutto il mondo. Dal disco vengono estratti due singoli, My Oh My e Wings.
Il successo arriva però con la pubblicazione del terzo singolo estratto, Can't Hold Us, pubblicato il 16 agosto 2011 e realizzato in collaborazione con Ray Dalton: esso raggiunge il primo posto della Billboard Hot 100 e rientra nelle Top 5 di 20 nazioni del mondo e vende 7 milioni di copie globalmente. Il quarto singolo estratto, Same Love, pubblicato il 18 luglio, raggiunge la prima posizione in Australia, Nuova Zelanda e Regno Unito, fermandosi alla #1 negli Stati Uniti; il singolo riscuote un discreto successo, seppur minore rispetto all'altro singolo dell'album, e vende 3 milioni di copie.
Il quinto ed ultimo singolo, Thrift Shop, pubblicato il 28 agosto 2012 e in collaborazione con Wanz, ottiene un successo planetario, conquistando la vetta della Billboard Hot 100 e di altri 15 Paesi, tra cui Australia, Canada, Nuova Zelanda, Italia, Francia, Danimarca, Regno Unito, Paesi Bassi, Belgio, Finlandia e Svizzera. Per esso è stato realizzato un videoclip, pubblicato il 29 agosto 2012. Il singolo ha venduto oltre 6,5 milioni di unità solo nel 2012; le vendite totali corrispondono a 12,3 milioni di copie vendute in tutto il mondo, ed è uno dei singoli più venduti nel mondo.
Nel mese di ottobre The Heist debutta al secondo posto della Billboard Hot 200, vendendo 78.000 unità digitali alla prima settimana; il disco viene certificato disco di platino negli Stati Uniti dalla Recording Industry Association of America per aver fatto vendere oltre 1.000.000 unità, mentre riesce a vendere 2 milioni di copie ad agosto 2014. Nell'agosto 2012 parte il "The Heist World Tour" per promuovere l'album.

### This Unruly Mess I've Made(2015-2016)

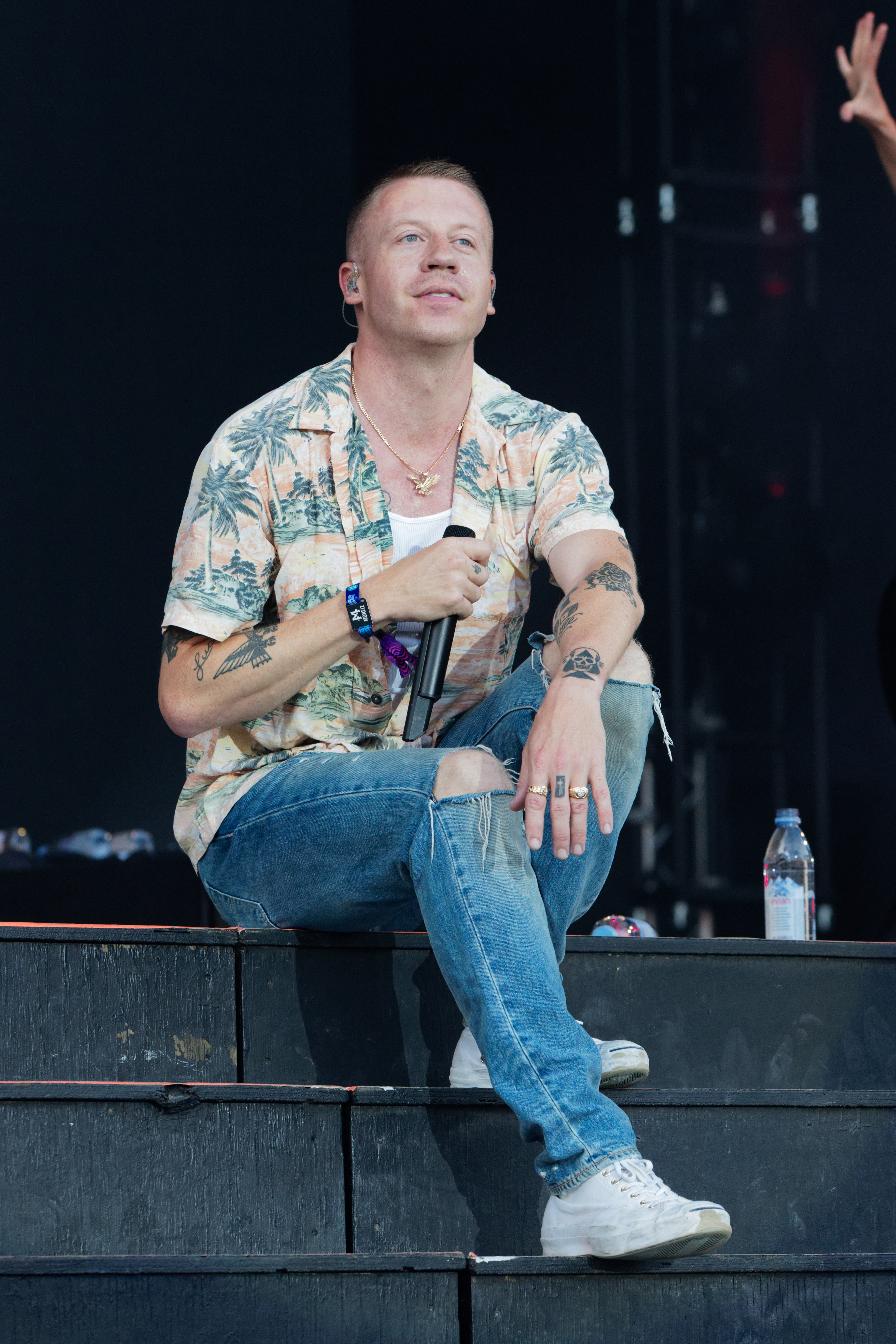
Macklemore al Festival des vieilles charrues 2017.

Nell'estate del 2015, in corrispondenza con la nascita della figlia Sloane, dopo un lungo periodo di pausa Macklemore insieme a Ryan Lewis tornano sulla scena internazionale con il singolo Growing Up (Sloane's Song), un featuring con Ed Sheeran.
Il 27 agosto 2015 pubblica per il download il suo nuovo singolo, Downtown, in collaborazione con Ryan Lewis insieme a Eric Nally, Kool Moe Deel, Melle Mel e Grandmaster Caz e che anticipa il suo terzo album di inediti. Il brano viene presentato per la prima volta durante la cerimonia di apertura degli MTV Video Music Awards 2015 il 30 agosto. Il 25 ottobre, agli MTV European Music Awards, Macklemore e Ryan Lewis vincono il premio della categoria Miglior video con Downtown. Il 22 novembre si esibiscono sul palco degli American Music Award cantando il brano Kevin, terzo singolo del nuovo album, in collaborazione con Leon Bridges.
Il 15 gennaio 2016, tramite i social e il suo sito ufficiale, annuncia l'uscita del suo nuovo album, sempre in collaborazione Ryan Lewis, intitolato This Unruly Mess I've Made, prevista per il 26 febbraio dello stesso anno. Per promuovere l'anno nel gennaio 2016 incominciano un tour mondiale con la partecipazione di Eric Nally.

### Carriera da solista (2017-presente)
Il 15 giugno 2017 pubblica Glorious, un singolo in collaborazione con Skylar Grey. Tale brano, così come gli altri prodotti discografici realizzati successivamente dall'artista, viene realizzato senza la collaborazione di Ryan Lewis. A questo singolo segue Marmalade, uscito il 26 luglio 2017, in collaborazione con Lil Yachty. Il 19 settembre 2017 pubblica Good Old Days, in collaborazione con Kesha, per poi pubblicare l'album Gemini il 22 settembre. L'album esordisce nelle top10 di undici paesi, tra cui alla seconda posizione della classifica statunitense e prima canadese, ricevendo successivamente la certificazione di disco d'oro in entrambi i Paesi.
Collabora in seguito con il gruppo drum and bass britannico Rudimental alla creazione del singolo These Days, uscito il 19 gennaio 2018 e che vede la partecipazione della cantante britannica Jess Glynne e di Dan Caplen. La canzone riscuote un notevole successo nelle classifiche internazionali, esordendo alla prima posizione della classifica britannica.
Il 20 marzo 2019 esce il brano I Don't Belong in This Club, in collaborazione col gruppo statunitense Why Don't We, seguita dal singolo Shadow. Il 25 aprile Martin Garrix pubblica il singolo Summer Days in collaborazione con Macklemore, che riscuote successo nelle principali classifiche internazionali, ricevendo la certificazione di disco d'oro dalla RIAA, vendendo complessivamente oltre un milione di copie. Negli anni successivi continua a lavorare come artista indipendente.
Il 22 luglio 2022 esce Chant (feat. Tones and I), il 19 agosto 2022 esce Maniac (feat. Windser), il 28 ottobre 2022 esce Faithful (feat. NLE Choppa) ed infine il 20 gennaio 2023 esce Heroes (feat. DJ Premier). I suddetti quattro singoli precedono l'uscita definitiva del suo terzo album da solista.
Il 3 marzo 2023 esce l'album Ben, che vanta la partecipazione di alcuni artisti come: Collett, Sarah Barthel, Jackson Lee Morgan, Livingston, Vic Daggs II, Charlieonnafriday, Morray, oltre a quelli già sopra citati.
Il 10 maggio 2024 esce la canzone di protesta Hind's Hall, in sostegno alle proteste studentesche contro la guerra di Gaza, donando tutti i proventi all'Agenzia delle Nazioni Unite per il soccorso e l'occupazione dei profughi palestinesi nel vicino oriente (UNRWA).

## Vita privata
Macklemore si è fidanzato con Tricia Davis, il 21 gennaio 2013. Il 3 gennaio 2015 ha annunciato che aspettavano la loro prima figlia, Sloane Ava Simone Haggerty, nata il 29 maggio 2015. Dopo la nascita di Sloane, si sono sposati il 27 giugno 2015. Nel settembre 2017, la coppia ha annunciato che aspettava una seconda figlia, Colette Koala Haggerty, nata il 3 aprile 2018. Il 30 luglio 2021 diventa padre per la terza volta con la nascita di suo figlio Hugo Jack Haggerty.
Il 28 luglio 2017, Macklemore è stato coinvolto in un incidente frontale con la propria autovettura a Langley, Washington, rimanendo illeso.

## Filantropia
Macklemore, insieme a Ryan Lewis, è portavoce della campagna Free & Equal sostenuta dall'Organizzazione delle Nazioni Unite in favore della comunità LGBT.
Il rapper si è schierato contro il partito Repubblicano e le politiche del 45º Presidente degli Stati Uniti d'America Donald Trump nel corso della sua presidenza, sostenendo i diritti del movimento Black Lives Matter, l'abbattimento del muro di separazione tra Stati Uniti d'America e Messico e le politiche del partito Democratico.
Il 29 settembre 2018, a Pawtucket, nel Rhode Island, Macklemore ha partecipato al Recovery Fest, concerto per sostenere le associazioni che si occupano di combattere la dipendenza e l'abuso di alcol e droghe. Sempre nel tema degli abusi di alcol e droga il rapper è intervenuto il 14 maggio 2016 nel discorso settimanale del 44º presidente degli Stati Uniti Barack Obama, raccontando la propria esperienza: "Quando ci si trova in mezzo, è difficile immaginare che qualcosa sia peggio della dipendenza. Ma la vergogna e lo stigma associati alla malattia impediscono a troppe persone di cercare l'aiuto di cui hanno effettivamente bisogno". Il 16 maggio 2019, Macklemore ha ricevuto il premio Stevie Ray Vaughan Award dai Grammy Award, in riconoscimento del suo sostegno a MusiCares e al processo di recupero dalla dipendenza dalle sostanza stupefacenti.

## Discografia

### Album in studio
- 2005 – The Language of My World
- 2012 – The Heist (con Ryan Lewis)
- 2016 – This Unruly Mess I've Made (con Ryan Lewis)
- 2017 – Gemini
- 2023 – Ben

## Riconoscimenti
| Anno | Cerimonia                    | Categoria                               | Nomination              | Risultato       |
| ---- | ---------------------------- | --------------------------------------- | ----------------------- | --------------- |
| 2013 | BET Awards                   | Best Group                              | Macklemore & Ryan Lewis | Vincitore/trice |
| 2013 | BET Awards                   | Video of the Year                       | Thrift Shop             | Candidato/a     |
| 2013 | Billboard Music Awards       | Rap Album of the Year                   | The Heist               | Candidato/a     |
| 2013 | Billboard Music Awards       | Rap Song of the Year                    | Thrift Shop             | Vincitore/trice |
| 2013 | Billboard Music Awards       | Top Digital Song                        | Thrift Shop             | Candidato/a     |
| 2013 | MTV Video Music Awards       | Video Of The Year                       | Thrift Shop             | Candidato/a     |
| 2013 | MTV Video Music Awards       | Best Hip-Hop Video                      | Can't Hold Us           | Vincitore/trice |
| 2013 | MTV Video Music Awards       | Best Cinematography                     | Can't Hold Us           | Candidato/a     |
| 2013 | MTV Video Music Awards       | Best Direction                          | Can't Hold Us           | Candidato/a     |
| 2013 | MTV Video Music Awards       | Best Editing                            | Can't Hold Us           | Candidato/a     |
| 2013 | MTV Video Music Awards       | Best Video With A Social Message        | Same Love               | Vincitore/trice |
| 2013 | mtvU Woodie Awards           | Branching Out Woodie                    | Macklemore & Ryan Lewis | Vincitore/trice |
| 2013 | MuchMusic Video Awards       | International Video of the Year - Group | Thrift Shop             | Vincitore/trice |
| 2013 | O Music Awards               | Best Web-Born Artist                    | Macklemore & Ryan Lewis | Candidato/a     |
| 2013 | Teen Choice Awards           | Hip-Hop/Rap Artist                      | Macklemore & Ryan Lewis | Vincitore/trice |
| 2014 | Grammy Awards                | Song of the Year                        | Same Love               | Candidato/a     |
| 2014 | Grammy Awards                | Best New Artist                         | Macklemore & Ryan Lewis | Vincitore/trice |
| 2014 | Grammy Awards                | Album of the Year                       | The Heist               | Candidato/a     |
| 2014 | Grammy Awards                | Best Rap Performance                    | Thrift Shop             | Vincitore/trice |
| 2014 | Grammy Awards                | Best Rap Song                           | Thrift Shop             | Vincitore/trice |
| 2014 | Grammy Awards                | Best Rap Album                          | The Heist               | Vincitore/trice |
| 2015 | MTV Europe Music Awards 2015 | Best Video                              | Downtown                | Vincitore/trice |
| 2015 | MTV Europe Music Awards 2015 | Best Look                               | Macklemore & Ryan Lewis | Candidato/a     |